# Source (igralni pogon)
Source je 3D igralni pogon, ki ga je razvil Valve. Izdan je bil kot naslednik GoldSrc leta 2004 z izdajo Counter-Strike: Source in Half-Life 2.
Posodobitve za Source so bile izdane v postopnih različicah, pri čemer je igralni pogon do konca leta 2010 nasledil Source 2.